# Metà di un sole giallo
Metà di un sole giallo (Half of a Yellow Sun) è un romanzo scritto da Chimamanda Ngozi Adichie.
Il libro descrive la guerra civile in Nigeria dal punto di vista di tre diversi personaggi, Olanna, Ugwu e Richard.

## Trama
La vicenda si svolge in Nigeria, negli anni subito precedenti e poi durante la Guerra del Biafra. 

La bandiera del Biafra, alla quale fa riferimento il titolo

Nella parte del romanzo ambientata prima della guerra, nei primi anni Sessanta, vengono presentati i protagonisti, che vengono poi seguiti nella loro crescita e negli sviluppi delle relazioni. I protagonisti sono Ugwu, che all'inizio del romanzo ha tredici anni, un ragazzo di etnia igbo che inizia a lavorare come domestico a casa di Odenigbo, ma che entra presto a far parte della sua famiglia. Odenigbo è un professore di matematica al centro della vita intellettuale di Nsukka, che ospita molto spesso raduni di scrittori e politici. A casa di Odenigbo viene a vivere Olanna, figlia di un ricchissimo industriale; Kainene è la sua sorella gemella, mentre Richard è un britannico appassionato di arte Igbo-Ukwu, compagno di Kainene, che frequenta spesso le riunioni di Odenigbo.
Quattro anni più tardi, il 29 luglio 1966, Olanna resta coinvolta nel massacro della minoranza Igbo cristiana presenti nella regione di Kano, dove vengono uccisi diversi suoi parenti. Successivamente a quell'evento, viene creata la repubblica igbo del Biafra e si scatena una guerra civile. Ugwu, Olanna, Odenigbo e "Baby" sono costretti a fuggire da Nsukka e a rifugiarsi a Umuahia, la capitale del nuovo Stato, dove devono affrontare la carestia e i continui raid aerei. 
Il romanzo torna agli anni precedenti alla guerra, chiarendo alcuni passaggi lasciati in sospeso, in particolare il fatto che Baby sia la figlia di Odenigbo e di una ragazza chiamata Amala, ma che Olanna l'abbia adottata dopo il rifiuto della madre di occuparsene. 
Dopo questa parentesi la vicenda torna alla guerra civile, raccontando lo stato sempre più disperato della popolazione del Biafra; Olanna, Odenigbo e Baby si trasferiscono a vivere con Kainene e Richard, mentre Ugwu viene arruolato forzosamente e successivamente ferito. Nel tentativo di procurare del cibo, Kainene supera le linee nemiche e non fa ritorno. Di lì a poco il Biafra capitola.

## Riconoscimenti
Nel 2007 il libro ha ricevuto il Women's Prize for Fiction.

## Adattamenti
Dal libro è stato tratto un film, La metà di un sole giallo. Il film è diretto da Biyi Bandele.